# Камчибеков, Айты
Айты́ Камчибе́ков (кирг. Айты Камчыбеков; 1915 год, село Татты-Булак — дата и место смерти не известны) — звеньевой колхоза «Эркин» Куршабского района Ошской области, Киргизская ССР. Герой Социалистического Труда (1948).

## Биография
Родился в 1915 году в крестьянской семье в селе Татты-Булак (ныне — Узгенский район Ошской области).
С 1932 года трудился разнорабочим в одном из колхозов Куршабского района.
Участвовал в Великой Отечественной войне. Боевой путь прошёл в составе 441 стрелкового полка 116 стрелковой дивизии. После получения ранения был комиссован и возвратился на родину. С 1944 года возглавлял полеводческое звено колхоза «Эркин» Куршабского района.
В 1947 году звено Айты Камчибекова собрало в среднем по 31,6 центнеров пшеницы на участке площадью 24 гектара. Указом Президиума Верховного Совета СССР от 26 марта 1948 года удостоен звания Героя Социалистического Труда с вручением ордена Ленина и золотой медали «Серп и Молот».
С 1970 года — персональный пенсионер союзного значения. Проживал в родном селе.